# Pneumatico 4 stagioni

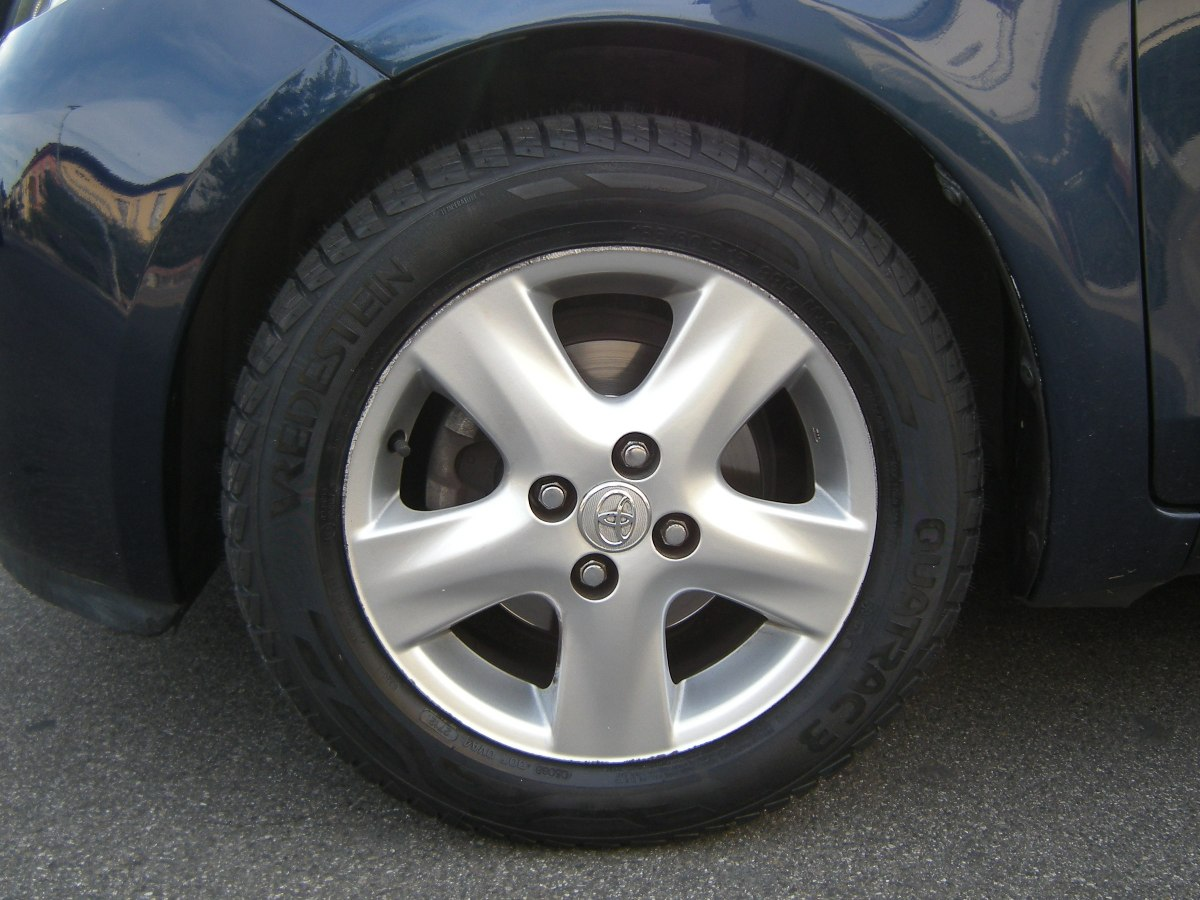
Esempio di pneumatici quattro stagioni

Lo pneumatico 4 stagioni (in inglese All-Season) è un tipo di pneumatico avente caratteristiche particolari che lo rendono adatto all'utilizzo in climi miti, posizionandosi tra lo pneumatico tradizionale (uso estivo) e lo pneumatico invernale, risultando adatto a chi non trova pratico o conveniente l'uso di pneumatici invernali o di catene da neve. 
Gli pneumatici quattro stagioni garantiscono una marcia sicura su neve e fondo parzialmente ghiacciato (seppur non garantendo le stesse performance di uno pneumatico invernale), pur non avendo gli svantaggi che ha l'utilizzo di gomme invernali in piena estate (maggiore usura e minore tenuta di strada).

## Storia
Lo pneumatico 4 stagioni venne inventato nel 1977 dal produttore Goodyear, con il Tiempo; l'utilizzo di tale pneumatico ha visto una crescita molto lenta per via del ristretto numero di utenti che ne potevano beneficiare e nel 2016 rappresentavano il 5% dell'intero mercato pneumatici in Europa.
Nel 2022, in Germania, il 68% delle automobilisti nelle grandi città comprava pneumatici 4 stagioni, ed in molti stati la quota di mercato superava il 50%. Nel 2024 il 43% delle auto tedesche montava pneumatici 4 stagioni.

## Caratteristiche e funzionamento
Gli pneumatici 4 stagioni devono riportare la dicitura "M&S" o "M+S" (in inglese: mud + snow; fango + neve) e i più recenti modelli hanno anche il simbolo che raffigura un fiocco di neve in una montagna a tre cime (Three Peak Mountain Snowflake o 3PMSF). Tali marchi significano che la mescola e la scolpitura della gomma sono adatti per l'uso su strade innevate o con il fondo stradale ghiacciato.
sono utilizzabili in sostituzione degli pneumatici invernali o delle catene su strade dove l'uso di queste ultime è per legge obbligatorio
Gli pneumatici 4 stagioni, per poter garantire l'aderenza su neve, devono adottare alcune soluzioni degli pneumatici invernali adattandole sugli pneumatici estivi: i tasselli degli pneumatici presentano degli intagli per migliorare l'uso su superfici innevate, soluzione che indebolisce il tassello e ne aumenta la deformabilità, condizione mitigata dalle lamelle 3D, che pur garantendo l'intaglio riducono la deformabilità del tassello; mescola della gomma con quantitativo di silice intermedio tra quelle estive e quelle invernali, in modo da non far decadere le prestazioni durante il periodo freddo o caldo e per avere un comportamento bilanciato tutto l'anno evitando l'eccessiva duttilità delle mescole invernali nei periodi caldi e l'eccessiva rigidezza delle mescole estive in inverno; disegni drenanti, per garantire l'espulsione dell'acqua durante il periodo di piogge più abbondanti e frequenti.
Tali coperture, pur essendo pressoché tutte molto intagliate e drenanti, ed avendo una mescola della gomma con caratteristiche intermedie tra quelle usate per gli pneumatici invernali ed estivi, non sono tutte uguali, infatti si possono riconoscere alcune caratteristiche:
- Pneumatici estivi con attitudine invernale: i vari tasselli per migliorare l'uso su fondi innevati presentano piccoli intagli e generalmente del tipo rettilineo e non sempre la mescola della gomma è studiata anche per il periodo invernale.
- Pneumatici 4 stagioni più equilibrati, con la struttura del battistrada molto più simile a quella generalmente utilizzata per gli pneumatici invernali, ma con un rapporto vuoti/pieno minore.
- Pneumatici 4 stagioni con maggiore predisposizione invernale: il battistrada è estremamente simile a quelli usati negli pneumatici invernali.

## Prestazioni
Trattandosi di un compromesso, generalmente non eccellono in nessuna delle due condizioni, in quanto devono garantire l'usabilità in ogni condizione e di fatto non specializzandosi in nessuna di esse.
Negli anni sono state fatte varie prove comparative tra pneumatici estivi, invernali e 4 stagioni nelle varie condizioni operative; questi esami pratici hanno permesso di notare come in molti casi gli pneumatici 4 stagioni permettano prestazioni simili alle coperture invernali nella stagione fredda, ed ancor migliori di queste ultime su asciutto e bagnato freddo; mentre tendono ad avere un risultato di compromesso in condizioni estive, seppur comunque di gran lunga migliore dell'uso di pneumatici invernali con temperature calde.